# Шевченкіана Івана Марчука
Шевченкіана Івана Марчука — серія робіт з циклу «Голос моєї душі» українського живописця, народного художника України, лавреата Національної премії України ім. Шевченка Івана Марчука.

## Історія створення
Перший портрет Тараса Шевченка намальований Іваном Марчуком у тринадцять років. Тоді він навчався в 7-му класі сільської школи на Тернопільщині. У 1964 році живописець став переможцем академічного конкурсу студентських робіт, втіливши Шевченків образ олією на полотні. Як назву твору, обрав рядки з «Кобзаря»: «Караюсь, мучусь, але не каюсь».
|                                                 | Обидва вийшли із глибинки українського села; обидва без протекції, завдяки лиш вродженому талантові й титанічній праці досягши найвищих мистецьких вершин; обидва, попри популярність і славу, все життя були самітниками |
| — український мистецтвознавець Станіслав Бушак, | |

«Шевченкіана» І. Марчука складається з 42 робіт (зі ста запланованих), які виконані в техніці темпери (1983—1984). Щоб максимально відчувати середовище, яке породжувало Шевченкові образи й пророцтва, він працював над серією творів виключно в українських селах (жодне полотно не було створене в місті). Митець передав напруження Тарасового слова, багатство духовних поривань, особистісно-екзистенційних шукань, філософських роздумів Кобзаря.
|                                       | Робота над кожною картиною тривала три-чотири дні. Я малював на такому піднесенні, ніби небо мені відкрилося: ідеї, підказки, натхнення так і сипалися — звідтіля краса бачиться з оптичною точністю. Я не ходив, а літав, наче в мене виросли крила, як у янголів. Здавалося, відчув усе пережите Шевченком. Жив, думав, мріяв разом із Тарасом. Він став мені як рідний брат, я його бачив наскрізь Тоді я вже настільки відчував поета, що закривав очі і бачив сюжети майбутніх картин |
| — український живописець Іван Марчук, | |

## Визнання критиків
Дмитро Павличко так відзначає своєрідність трактування «Кобзаря»:
| | Марчук явив нам свого Шевченка, не подібного на Шевченка Сластіона чи Касіяна, але саме тим і цікавого. Була ще, мабуть, у художника мета показати, що «Кобзар» — це вже не книжка, а плоть землі нашої. Тріщини, які пробігають через долоні, одяг, бандури, чола Шевченкових персонажів, нагадують тріщини у висохлому від суховію чорноземі. Відчувається спекотна суша землі, але і її родючість, непохитність і незнищенність… Він змушує нас іншими очима прочитати Шевченка, по-новому осмислити і в собі зміцнити його філософський дух |
| — український поет, перекладач, літературний критик, публіцист, шістдесятник, громадсько-політичний діяч, Герой України Дмитро Павличко, | |

У 1994 році у видавництві «Дніпро» вийшов «Кобзар» з ілюстраціями із Шевченкіани Івана Марчука. 2014-го в Тернополі за ініціативи та кошти ректора Тернопільського національного економічного університету Андрія Крисоватого видали каталог «Шевченкіана Івана Марчука».
Твори експонувалися в Шевченківському національному заповіднику (1983—1985, 1995, 1997), Національному музеї Тараса Шевченка (1991, 1998), Будинку Спілки письменників України (1984), Національному художньому музеї (2000) та інших.
Роботи зберігаються в Шевченківському національному заповіднику, портрет поета й ілюстрація до його послання «І мертвим, і живим» — у Національному музеї Тараса Шевченка.

## Перелік творів
І. Марчук назвав кожну картину конкретною строфою з конкретного твору Т. Шевченка.
| №   | Картина | Назва                                                                                         | Строфа | Техніка         | Розміри (см) | Дата      | Примітки |
| --- | ------- | --------------------------------------------------------------------------------------------- | --- | --------------- | ------------ | --------- | -------- |
| 1.  |         | Ілюстрація до поеми Т. Г. Шевченка «Марія»                                                    | «Я месію Іду народу возвістить». | картон, темпера | 60 × 50      | 1983      | [ 7 ]    |
| 2.  |         | Ілюстрація до поезії Т. Г. Шевченка «По улиці вітер віє»                                      | «По улиці вітер віє Та сніг замітає. По улиці попідтинню Вдова шкандибає».                                                            | картон, темпера | 60 × 50      | 1983      | [ 8 ]    |
| 3.  |         | Ілюстрація до поеми Т. Г. Шевченка «Марія»                                                    | «Гость стояв І ніби справді засіяв. Марія на його зирнула І стрепенулась».                                                            | картон, темпера | 60 × 50      | 1983      | [ 9 ]    |
| 4.  |         | Ілюстрація до поеми Т. Г. Шевченка «Марія»                                                    | «Мітла огненная зійшла І степ, і гори осіяла. Марія з шляху не вставала, Марія сина привела».                                         | картон, темпера | 60 × 50      | 1983      | [ 10 ]   |
| 5.  |         | Ілюстрація до поеми Т. Г. Шевченка «Марія»                                                    | «І ти, великая, в женах І їх униніє і страх Розвіяла, мов ту полову, Своїм святим огненним словом».                                   | картон, темпера | 60 × 50      | 1983      | [ 11 ]   |
| 6.  |         | Ілюстрація до поеми Т. Г. Шевченка «Сон» («На панщині пшеницю жала»)                          | «На Йвася глянула, взяла, його тихенько сповила. Та щоб дожать до ланового, Ще копу дожинать пішла».                                  | картон, темпера | 60 × 50      | 1983      | [ 12 ]   |
| 7.  |         | Ілюстрація до поезії Т. Г. Шевченка «І золотої й дорогої»                                     | «Одно однісіньке під тином Сидить собі в старій ряднині. Мені здається, що се я, Що це ж та молодість моя».                           | картон, темпера | 60 × 50      | 1983      | [ 13 ]   |
| 8.  |         | Ілюстрація до поеми Т. Г. Шевченка «Катерина»                                                 | «Полюбила молодого, В садочок ходила, Поки себе, свою долю Там занапастила».                                                          | картон, темпера | 60 × 50      | 1983      | [ 14 ]   |
| 9.  |         | Ілюстрація до поезії Т. Г. Шевченка «Садок вишневий коло хати»                                | «Затихло все, Тільки дівчата та соловейко не затих».                                                                                  | картон, темпера | 60 × 50      | 1983      | [ 15 ]   |
| 10. |         | Ілюстрація до поезії Т. Г. Шевченка «Буває, в неволі іноді згадаю»                            | «Дивлюся: в могилі усе козаки, Який безголовий, який без руки. А хто по коліна неначе одтятий. Лежать собі хлопці Мов у теплій хаті». | картон, темпера | 60 × 50      | 1983      | [ 16 ]   |
| 11. |         | Ілюстрація до поезії Т. Г. Шевченка «За байраком байрак…»                                     | «За байраком — байрак. А там степ та могила. Із могили козак Встає сивий, похилий».                                                   | картон, темпера | 60 × 50      | 1983      | [ 17 ]   |
| 12. |         | Ілюстрація до поеми Т. Г. Шевченка «Неофіти»                                                  | «І слово із уст апостола святого Драгим елеєм потекло».                                                                               | картон, темпера | 60 × 50      | 1983      | [ 18 ]   |
| 13. |         | Ілюстрація до поеми Т. Г. Шевченка «Неофіти»                                                  | «Давно вже я сиджу в неволі Неначе злодій взаперті. На шлях дивлюся та на поле, Та на ворону на хресті на кладовищі».                 | картон, темпера | 60 × 50      | 1983      | [ 19 ]   |
| 14. |         | Ілюстрація до поеми Т. Г. Шевченка «Гайдамаки»                                                | «Як та хмара, гайдамаки Умань обступили».                                                                                             | картон, темпера | 60 × 50      | 1983      | [ 20 ]   |
| 15. |         | Ілюстрація до поеми Т. Г. Шевченка «Гайдамаки»                                                | «А Ярема, страшно глянуть, По три, по чотири Так і кладе».                                                                            | картон, темпера | 60 × 50      | 1983      | [ 21 ]   |
| 16. |         | Ілюстрація до поеми Т. Г. Шевченка «Гайдамаки»                                                | «Сини мої, сини мої, Чом ви не великі, Чом ворога не різали, Чом матір не вбили».                                                     | картон, темпера | 60 × 50      | 1983      | [ 22 ]   |
| 17. |         | Ілюстрація до поезії Т. Г. Шевченка «У нашім раї на землі»                                    | «У нашім раї, на землі, Нічого кращого немає, Як тая мати молодая З своїм дитяточком малим».                                          | картон, темпера | 60 × 50      | 1983      | [ 23 ]   |
| 18. |         | Ілюстрація до поеми Т. Г. Шевченка «Чернець»                                                  | «А сивий гетьман, мов сова, Ченцеві зазирає в вічі».                                                                                  | картон, темпера | 60 × 50      | 1983      | [ 24 ]   |
| 19. |         | Ілюстрація до поеми Т. Г. Шевченка «Титарівна»                                                | «А та в квітах, мов намальована, стоїть Сама собі. І на Микиту неначе глянула!.. Горить!»                                             | картон, темпера | 60 × 50      | 1983      | [ 25 ]   |
| 20. |         | Ілюстрація до поезії Т. Г. Шевченка «А. О. Козачковському»                                    | «І довелося знов мені На старість з віршами ховатись, Мережить книжечки, співати І плакати у бур’яні».                                | картон, темпера | 60 × 50      | 1983      | [ 26 ]   |
| 21. |         | Ілюстрація до поезії Т. Г. Шевченка «Минають дні, минають ночі...»                            | «Минають дні, минають ночі, Минає літо. Шелестить Пожовкле листя, гаснуть очі, Заснули думи, серце спить».                            | картон, темпера | 60 × 50      | 1983      | [ 27 ]   |
| 22. |         | Портрет Т. Г. Шевченка. Ілюстрація до поезії Т. Г. Шевченка «І день іде, і ніч іде»           | «І день іде, І ніч іде. І голову вхопивши в руки, Дивуєшся, чому не йде Апостол правди і науки».                                      | картон, темпера | 60 × 50      | 1983      | [ 28 ]   |
| 23. |         | Ілюстрація до поезії Т. Г. Шевченка «Думка» («Тече вода в синє море»...)                      | «Куди ти йдеш, не спитавшись, на кого покинув батька, неньку старенькую, Молоду дівчину».                                             | картон, темпера | 60 × 50      | 1983      | [ 29 ]   |
| 24. |         | Ілюстрація до поеми Т. Г. Шевченка «Невольник»                                                | «Не покинеш?» – «Ні, Ярино» – І Степан остався, Зрадів старий, мов маленький, Аж за кобзу взявся».                                    | картон, темпера | 60 × 50      | 1983      | [ 30 ]   |
| 25. |         | Ілюстрація до поеми Т. Г. Шевченка «Тарасова ніч»                                             | «Ішов кобзар, сумуючи, Щось руки не грають. Кругом хлопці та дівчата Слізоньки втирають».                                             | картон, темпера | 60 × 50      | 1983      | [ 31 ]   |
| 26. |         | Ілюстрація до поеми Т. Г. Шевченка «Іван Підкова»                                             | «Пливуть собі та співають, Рибалка літає, А попереду отаман Веде, куди знає».                                                         | картон, темпера | 60 × 50      | 1983      | [ 32 ]   |
| 27. |         | Портрет Т. Г. Шевченка. Ілюстрація до поезії Т. Г. Шевченка «Подражаніє 11-му псалму»         | «Возвеличу малих отих рабів німих. Я на сторожі коло їх Поставлю Слово».                                                              | картон, темпера | 60 × 50      | 1983      | [ 33 ]   |
| 28. |         | Портрет Т. Г. Шевченка. Ілюстрація до поезії Т. Г. Шевченка «Чи не покинуть нам, небого»      | «Чи не покинуть нам, небого, Моя сусідонько убога, Вірші нікчемні віршувать Та заходиться рештувать Вози в далекую дорогу».           | картон, темпера | 60 × 50      | 1983      | [ 34 ]   |
| 29. |         | Ілюстрація до поеми Т. Г. Шевченка «Неофіти»                                                  | «На хресті стремглав повісили святого Того апостола Петра, А неофітів в Серакузи В кайданах одвезли».                                 | картон, темпера | 60 × 50      | 1983      | [ 35 ]   |
| 30. |         | Ілюстрація до балади Т. Г. Шевченка «Причинна»                                                | «Вона все ходить, з уст ні пари. Широкий Дніпр не гомонить, Розбивши вітер чорні хмари, Ліг біля моря одпочить».                      | картон, темпера | 60 × 50      | 1983      | [ 36 ]   |
| 31. |         | Ілюстрація до балади Т. Г. Шевченка «Причинна»                                                | «Кинув коня та до неї. Боже ти мій, Боже. Кличе її та цілує. Ні, вже не поможе».                                                      | картон, темпера | 60 × 50      | 1983      | [ 37 ]   |
| 32. |         | Ілюстрація до балади Т. Г. Шевченка «Тополя»                                                  | «Бабусенько, голубонько, Серце моє, ненько, Скажи мені щиру правду, Де милий, серденько».                                             | картон, темпера | 60 × 50      | 1983      | [ 38 ]   |
| 33. |         | Ілюстрація до поезії Т. Г. Шевченка «І Архімед, і Галілей...»                                 | «І на оновленій землі врага не буде супостата. А буде син і буде мати, і будуть люде...»                                              | картон, темпера | 60 × 50      | 1983      | [ 39 ]   |
| 34. |         | Ілюстрація до поезії Т. Г. Шевченка «Було, роблю що, чи гуляю»                                | «Дождалась, осталася, Навіки осталась Дівувати».                                                                                      | картон, темпера | 60 × 50      | 1983      | [ 40 ]   |
| 35. |         | Ілюстрація до поеми Т. Г. Шевченка «Сова»                                                     | «Скалічені старі руки До Бога здіймала. Свою долю проклинала, Сина вимовляла».                                                        | картон, темпера | 60 × 50      | 1983—1984 | [ 41 ]   |
| 36. |         | Ілюстрація до поезії Т. Г. Шевченка «У тієї Катерини»                                         | «Одурила! — і Катерини додолу скотилась головонька. «Ходім, брате, з поганої хати».                                                   | картон, темпера | 60 × 50      | 1983—1984 | [ 42 ]   |
| 37. |         | Ілюстрація до поеми Т. Г. Шевченка «Титарівна»                                                | «Громадою осудили І живою положили В домовину. Й сина з нею Тай засипали землею».                                                     | картон, темпера | 60 × 50      | 1983—1984 | [ 43 ]   |
| 38. |         | Ілюстрація до поеми Т. Г. Шевченка «Титарівна»                                                | «То підійде до криниці, То знов одступає. А з калини, мов гадина, Байстрюк виглядає».                                                 | картон, темпера | 60 × 50      | 1983—1984 | [ 44 ]   |
| 39. |         | Ілюстрація до поеми Т. Г. Шевченка «Катерина»                                                 | «Доню моя, доню моя, Дитя моє любе, Іди од нас...»                                                                                    | картон, темпера | 60 × 50      | 1983—1984 | [ 45 ]   |
| 40. |         | Ілюстрація до поезії Т. Г. Шевченка «Ісайя. Глава 35» (Подражаніє. «Радуйся, ниво неполитая») | «Радуйтеся, вбогодухі, Не лякайтесь дива. Се Бог судить, визволяє довготерпеливих, Вас, убогих».                                      | картон, темпера | 60 × 50      | 1983—1984 | [ 46 ]   |
| 41. |         | Ілюстрація до поезії Т. Г. Шевченка «Ой три шляхи широкії»                                    | «Сестра плаче, йде шукати Братів на чужину. А дівчину заручену Кладуть в домовину».                                                   | картон, темпера | 60 × 50      | 1983—1984 | [ 47 ]   |
| 42. |         | Ілюстрація до поезії Т. Г. Шевченка «І виріс я на чужині»                                     | «Чорніше чорної землі Блукають люди».                                                                                                 | картон, темпера | 60 × 50      | 1983—1984 | [ 48 ]   |

## Відзнаки
1997 року за серію робіт «Шевченкіана» з циклу «Голос моєї душі» Іванові Марчуку присуджено Державну премію України імені Тараса Шевченка.